# Mameshiba
Singles de Māya Sakamoto
Shippo no Uta
(2000) Hemisphere
(2002)
Mameshiba est le 9e single de Māya Sakamoto sorti sous le label Victor Entertainment le 16 décembre 2000 au Japon. Il arrive 47e à l'Oricon et reste classé deux semaines pour un total de 7 990 exemplaires vendus durant cette période.
Mameshiba a été utilisé comme thème de fermeture de l'anime Earth Girl Arjuna. Les deux pistes se trouvent sur l'album Lucy et Mameshiba se trouve aussi sur la compilation  Everywhere.

## Liste des titres
Toute la musique et les arrangements ont été composées par Yōko Kanno.
| 1. | Mameshiba (マメシバ)                 | Māya Sakamoto | 6:13 |
| 2. | Kuuki to Hoshi (空気と星)            | Yuho Iwasato  | 1:09 |
| 3. | Mameshiba (without maaya) (マメシバ) | Māya Sakamoto | 6:08 |

| 1. | Mameshiba (PV) |  |